# بيدسغان
بيدسغان (مقاطعة فردوس) (بالفارسية: بیدسگان) هي قرية تقع في Baghestan Rural District في إيران. يقدر عدد سكانها بـ 185 نسمة بحسب إحصاء 2016.